# Csery József
Cseri Csery József (Korpona, 1807. szeptember 11. – Pest, 1866. szeptember 23.) a budapesti Egyetemi Könyvtár őre és Zólyom vármegye táblabírája, költő.

## Élete
Csery Ferenc és Gajdos Erzsébet fia. A gimnáziumot szülőhelyén és Léván végezte. 1824-ben a piarista rendbe lépett, 1827-ben kilépett. Ezután a bölcseleti tudományok hallgatása végett Szegedre ment. Jogi pályáját Pesten kezdte. 1833-ban királyi táblai jegyzővé, 1837-ben ügyvéddé esküdött föl. 1836-ban a pesti Egyetemi Könyvtárnál írnokként nyert alkalmazást; egyúttal 1845-ben könyvvizsgáló (cenzor) is volt. 1849-ben az Egyetemi Könyvtár őrévé nevezték ki.
1829-ben kezdett el verselni; színműveket és latin pásztori verseket írt. Történeti s irodalomtörténeti cikkei: Pótlék Fejér György munkáihoz (Uj M. Múzeum 1853. I. 364.); Hont vármegye régi tisztviselőinek emlékezete (Uj M. Múzeum 1860. II.); nagyobb értekezése: Korpona városának ismertetése (M. Tudom. Értekező 1862. és a Győri Tört. és Rg. Füzetek II. IV. 1863–68.); ugyanott közölte az 1606. országgyűlés naplóját (III. 1865.)

## Munkái
- Carmen bucolicum honoribus spect. ac gen. dni Stephani Vedres, i. cottus Csongradiensis tb. jud. assessoris… allodii Vedresháza conditoris occasione encaeniorum ibidem die 2. Julii anno 1829. celebratorum in tesseram sinceri cultus gratique animi devotissime sacratum. Szegedini
- Ecloga ill. ac. rev. dno Francisco Laicsák episcopo Magno-Varadiensi… dum lyceum et gymnasium Szegediense 20. julii anno 1829. inviseret, a philos. auditoribus humillime oblata. Uo.
- Epicedium, quod in moestissimum aug. Francisci I. Austriae imperatoris et Hungariae etc. regis, die 2. martii 1835. vita pie functis obitum, piissiis ejusdem manibus sacrum esse voluit. Pestini
- Syllabus vocabulorum sub capitibus de generibus et declinatione nominum, nec non de praeteritis ac supinis verborum, in grammaticae parte II. comprehensis occurrentium, idiomate hungarico et germanico explanatorum. Uo. 1835
- Vocabula, in grammaticae parte III. occurrentia, idiomate hungarico et germanico explanata. Uo. 1836 (és 1840, 1845. Uo.)
- Prosa versuum, de generibus et declinatione nominum, nec non de praeteritis ac supinis verborum et grammaticae classe II. regni Hungariae tradi solitorum; una cum subiectis vocabulorum hungarico et germanico idiomate significatibus. Uo. 1835
- Carmen quo ser. caes. Hungariae et Bohemiae reg. haer. principi, et archi-duci Austriae dno Josepho regni Hungariae palatino… de felici e diuturnis comitiis Posoniensibus 1836. 4. maii Budam reditu cum profundissima veneratione gratulatur. Uo.
- Carmen heroicum. Exc. ac. ill. dno Gabrieli e comitibus Keglevich de Buzin, incl. praesidis munus anno 1836. die 22. augusti solenniter auspicaretur. Uo.
- Prosa versuum, de quantitate syllabarum. in grammaticae classe IV. regni Hungariae tradi solitorum; una cum subiectis vocabulorum hungarico et germanico idiomate significatibus. Uo. 1838 (2. kiadás. 1842. 3. k. 1843. 4. k. 1845. Uo.)
- Prosa versuum, vagy a nevek nemeiről s hajlításáról, nem különben az igék mult idejéről és hanyatszavairól szólló szabályok magyarázata; az előforduló szavaknak magyar és német ajkú kifejezésével együtt. II. latin oskolára. Uo. 1841 (2. kiadás. 1844. 3. k. 1845. 4. k. 1848. Uo.)
- Prosa versuum, vagy a hangmértékről szólló szabályok magyarázata. Az előforduló szavaknak magyar és német ajkú kifejezésével együtt. IV. latin oskolára. Uo. 1846

Fejér Györgynek a Codex Diplomaticus szerkesztésében nagy segítségére volt.
Kéziratban: Historia c. r. scientiarum universitatis Pestiensis, (ivrét 4 kötet, mely azonban csak az 1680. évig terjed, a 20. század elején megvolt a budapesti Egyetemi Könyvtár kéziratai közt.)